# Ихолово
Ихолово — деревня в Ореховском сельском поселении Галичского района Костромской области России.

## История
Согласно Спискам населенных мест Российской империи в 1872 году деревня относилась к 1 стану Галичского уезда Костромской губернии. В ней числилось 15 дворов, проживало 58 мужчин и 80 женщин.
Согласно переписи населения 1897 года в деревне Ихалово проживало 198 человек (89 мужчин и 109 женщин).
Согласно Списку населенных мест Костромской губернии в 1907 году деревня Ихалово относилась к Котельской волости Галичского уезда Костромской губернии. По сведениям волостного правления за 1907 год в ней числилось 37 крестьянских дворов и 213 жителей. В деревне имелся сыроваренный завод. Основными занятиями жителей деревни, помимо земледелия, были малярный и плотницкий промыслы, сельскохозяйственные работы.
До муниципальной реформы 2010 года деревня также входила в состав Ореховского сельского поселения.

## Население
| 2008 | 2010 | 2012 | 2014 |
| ---- | ---- | ---- | ---- |
| 13   | ↘0   | ↗9   | ↘8   |